# 워싱턴 D.C.의 대학 목록
다음은 미국 워싱턴 D.C.의 대학 목록이다.

## 기관
- 아메리칸 대학교
- 미국 가톨릭 대학교
- 갤러뎃 대학교
- 조지 워싱턴 대학교
- 조지타운 대학교
- 하워드 대학교

### 기타 활동 기관
- 미국 국방대학교
- 존스 홉킨스 대학교 케리 경영대학
- 존스 홉킨스 대학교 폴 H. 니츠 고등국제학대학

## 위성 프로그램으로 활동 중인 기관
- 애리조나 주립 대학교
- 브라운 대학교
- 코넬 대학교
- 존스 홉킨스 대학교
- 뉴욕 대학교
- 페퍼다인 대학교
- 스탠퍼드 대학교
- 텍사스 A&M 대학교
- 메릴랜드 대학교
- 텍사스 대학교 오스틴

## 같이 보기
- 미국의 대학 목록